# Jabłonka Niżna
Jabłonka Niżna (ukr. Нижня Яблунька) – wieś na Ukrainie, w obwodzie lwowskim, w rejonie samborskim (do 2020 w rejonie turczańskim). Liczy około 2750 mieszkańców.
W 1880 r. wieś liczyła około 1468 mieszkańców, z czego 1186 grekokatolików, jednego rzymskiego katolika i resztę ewangelików i żydów. Od roku 1905 przez miejscowość prowadzi linia kolejowa łącząca Użhorod z Samborem. Znajdują się tu stacja kolejowa Jabłonka i przystanek kolejowy Jabłonka Niżna.
W 1921 r. liczyła 2076 mieszkańców. Przed II wojną światową w granicach Polski, wchodziła w skład powiatu turczańskiego.

## Ważniejsze obiekty
- Cerkiew greckokatolicka
- Kościół rzymskokatolicki